# Баси (Кунео)
Баси је насеље у Италији у округу Кунео, региону Пијемонт.
Према процени из 2011. у насељу је живело 44 становника. Насеље се налази на надморској висини од 218 м.